# 霍欽
51°43′37″N 26°46′20″E / 51.72694°N 26.77222°E

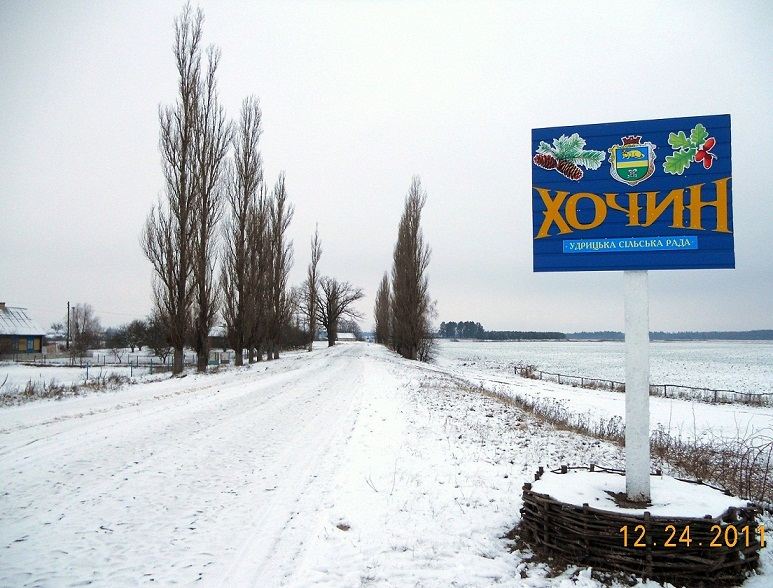

霍欽（烏克蘭語：Хочин），是烏克蘭西北部的村莊，隸屬里夫內州的薩爾內區。該村始建於1763年，面積0.16平方公里，海拔高度136米，2001年人口134，人口密度每平方公里837.5人。